# Roger Zabel
 (août 2022).
Si vous disposez d'ouvrages ou d'articles de référence ou si vous connaissez des sites web de qualité traitant du thème abordé ici, merci de compléter l'article en donnant les références utiles à sa vérifiabilité et en les liant à la section « Notes et références ».
Pour les articles homonymes, voir Zabel.
Roger Zabel est un journaliste et animateur de télévision français, né le 22 décembre 1951 à Épernay (Marne).

## Parcours
Après une année d'études à l'école supérieure de journalisme de Paris, il passe huit années au service des sports de RTL, dirigé par Guy Kédia, au cours desquelles il couvre, entre autres, huit Tours de France cyclistes de 1975 à 1981, des Jeux olympiques d'été (1976 et 1980) et d'hiver (1976 et 1980).

### Journaliste et animateur sur Antenne 2, Canal+ et La Cinq
Robert Chapatte l'engage sur Antenne 2 en 1981. Il reste pendant trois ans à Stade 2 et présente le journal de 23 heures durant l'été 1983. En 1984, il rejoint Pierre Lescure sur Canal+ où il crée le service des sports avec Charles Biétry et anime le jeu Maxi-Tête, le temps d'une saison, avant que Sophie Favier ne reprenne l'animation de ce programme. En 1986, il rejoint La Cinq où il couvre de grands évènements sportifs (US Open de tennis, 24 heures du Mans…) et anime un autre jeu, Pentathlon. En mars 1987, il retourne sur Antenne 2 pour présenter la matinale Télématin jusqu'en 1989.

### Journaliste sportif sur TF1
En 1989, il devient directeur adjoint du service des sports de TF1, aux côtés de Jean-Claude Dassier. Il couvre pendant plus de dix ans les coupes du monde de football (1990, 1994 et 1998) ainsi que les coupes du monde de rugby à XV (1991, 1995 et 1999). Il présente également les émissions  Téléfoot, Automoto, Formule Sport, Formule Foot et Va y avoir du sport avec Dominique Grimault et Jérôme Bureau, ainsi que les soirées de Ligue des champions et les Grands Prix de Formule 1.
En 1989, il obtient le 7 d'or du meilleur journaliste sportif.

### L'après TF1
Il devient directeur de la rédaction d'Eurosport France de 2001 à 2003 puis son directeur général adjoint de 2003 à 2007. Il anime aussi Auto Critiques de 2003 à 2007. Parallèlement, il participe aux émissions de Laurent Ruquier : On va s'gêner sur Europe 1 et On a tout essayé sur France 2.
À partir de la saison 2008, Roger Zabel, alors directeur général adjoint, n'anime plus le magazine Auto Critiques, après avoir été licencié. La chaine sportive de TF1 justifie sa décision par la volonté de rajeunir la présentation de ses émissions,,.
Créateur d'une formation de journalisme sportif en 2009 au sein de l'école supérieure de journalisme de Paris, puis directeur pédagogique de cette même école, il quitte ensuite l'ESJ et prend la direction de l'école de journalisme de l'Institut international de la communication de Paris dont il est le responsable pédagogique jusqu'en 2013.

## Distinctions
- 7 d'or 1989 : meilleur journaliste sportif
- Chevalier de l'ordre national du Mérite (décret du 24 juin 1993)[4]